# Бурлов, Егор Афанасьевич
Его́р Афана́сьевич Бурлов (1915—1985) — советский шахтёр, бригадир проходческой бригады шахты «Центральная» комбината «Кемеровоуголь», родоначальник многозабойного метода проходки горных выработок, Герой Социалистического Труда (1948).

## Биография
В 1935 году Е. А. Бурлов поступил работать лесодоставщиком на шахту «Центральная» (Кемерово), где освоил профессию проходчика, а затем окончил школу горных мастеров. В 1939 году был назначен бригадиром проходческой бригады.
В годы Великой Отечественной войны трудился на шахте «Северная». Его бригада, работая на пластах, опасных по выбросам угля и метана, впервые освоила многозабойный скоростной метод проходки подготовительных выработок. Проходчики работали одновременно в четырёх забоях. В одном Бурлов бурил шпуры для производства взрывных работ. После взрыва девушки отгребали и вывозили уголь и породу из забоя. В это время бригадир бурил шпуры в другом забое, после взрывных работ девушки переходили в этот забой, где выполняли те же операции. Из четвёртого забоя проходчик переходил в первый забой, производил его крепление, затем крепил другие забои.
Е. А. Бурлов пять раз был отмечен коллегией Народного комиссариата угольной промышленности СССР как лучший проходчик комбината «Кемеровоуголь». В 1945 году его бригада добилась второго места во Всесоюзном соревновании шахтёров. Выступив инициатором социалистического соревнования за досрочное выполнение IV пятилетки (1946—1950), Е. А. Бурлов выполнил годовую норму в 1947 году на 208%, а своё задание по проходке горных выработок за 2,5 года.
Указом Президиума Верховного Совета СССР от 28 августа 1948 года за выдающиеся успехи в деле добычи угля, восстановления и строительства угольных шахт и внедрения передовых методов работы, обеспечивших значительный рост производительности труда, Егору Афанасьевичу Бурлову в числе первых кузбасских горняков было присвоено звание Героя Социалистического Труда с вручением ордена Ленина и золотой медали «Серп и Молот».
Именем Е. А. Бурлова в 2013 году названа одна из улиц посёлка Кедровка в городе Кемерово.